# Двойникът
„Двойникът“ е български игрален филм (комедия) от 1979 година на режисьора Николай Волев, по сценарий на Братя Мормареви. Оператор е Венко Каблешков.

## Сюжет
Денев е специалист в областта си, който нямайки свободно време да напише доктората си, се съгласява на помощта, която му предлага неговият братовчед – Иван. А именно – да си разменят местата. Трудно е някой да разбере играта им, тъй като приликата между двамата е наистина голяма. Иван е управител на магазин, о̀правен в далаверите и със сериозен успех сред жените. Но попаднал в академичната среда на братовчед си, задачата му ще се окаже не така лека.

## Състав

### Актьорски състав
Роли във филма изпълняват актьорите:
| В ролите:                              | В ролите:                                                 |
| Роля                                   | Изпълнител                                                |
| -------------------------------------- | --------------------------------------------------------- |
| Доцент Иван Денев / Братовчедът Иван   | Тодор Колев                                               |
| Кортинска                              | Йорданка Кузманова                                        |
| Кънчо Пеев                             | Павел Поппандов                                           |
| Директорът Попйорданов                 | Георги Русев                                              |
| В епизодите:                           |                                                           |
| Кулишева                               | Надя Тодорова                                             |
| Вера Шивачева                          | Радосвета Василева                                        |
| Теменужка Николова                     | Анета Сотирова                                            |
| председателят на научния съвет         | Иван Янчев                                                |
| репортерът                             | Георги Мамалев                                            |
| съседката на доцент Денев              | Кина Мутафова                                             |
| Другаря Русев                          | Любен Калинов                                             |
| жената на магазинера Иван              | Таня Вучкова                                              |
|                                        | Ева-Мария Радичкова                                       |
| член на научния съвет                  | Георги Георгиев – Гочето (като Георги Георгиев)           |
|                                        | Иван Кутевски                                             |
| Икономов                               | Теодор Юруков (като Тодор Юруков)                         |
|                                        | Екатерина Славова                                         |
| Мими                                   | Нина Арнаудова                                            |
| участник в рекламата на крем „Денин“   | Антон Карастоянов                                         |
|                                        | Димитър Георгиев                                          |
| баджанака на магазинера Иван           | Трифон Джонев (като Трифон Георгиев)                      |
|                                        | Анелия Атова (не е посочена в надписите на филма)         |
| художник                               | Георги (Джони) Пенков (не е посочен в надписите на филма) |
| художник                               | Георги Стоев – Джеки (не е посочен в надписите на филма)  |
| бай Микьо-чистачът                     | Аспарух Сариев (не е посочен в надписите на филма)        |
|                                        | Рангел Вълчанов (не е посочен в надписите на филма)       |
| участничка в рекламата на крем „Денин“ | Латинка Петрова (не е посочена в надписите на филма)      |

### Технически екип
| Режисьор             | Николай Волев                                                                             |
| Сценарий             | Братя Мормареви                                                                           |
| Редактор             | Цветана Коларова                                                                          |
| Оператор             | Венко Каблешков                                                                           |
| Художник             | Николай Сърчаджиев                                                                        |
| Музика               | Музика: Иван Стайков По мотиви от Вивалди „Концерт в Ла Минор“                            |
| Звук                 | Маргарита Маринова                                                                        |
| Монтаж               | Павлина Шаралиева                                                                         |
| Костюми              | Елена Демякова                                                                            |
| Втори режисьор       | Ани Петрова                                                                               |
| Комбинирани снимки:  | Оператор: Иван Манев Художник: Минчо Минчев                                               |
| Втори художник       | Венета Стойчева                                                                           |
| Асистент-режисьори   | Елена Александрова Николай Овчаров Китка Тодорова                                         |
| Асистент-оператори   | Стефан Кирилов Любомир Българанов                                                         |
| Асистенти по монтажа | Евгения Тасева Евгения Киркова                                                            |
| Грим                 | Аделина Михайлова                                                                         |
| Тонтехници           | Димитър Атанасов Илчо Илчев                                                               |
| Фотограф             | Стефка Казанджиева                                                                        |
| Осветление           | Людмил Христов                                                                            |
| Реквизит             | Богомил Петров                                                                            |
| Гардероб             | Любка Орханиева                                                                           |
| Организатори         | Валентин Вълков Събка Антонова Димитър Гологанов                                          |
| Директор             | Здравко Ватев                                                                             |
| Distributed by       | БЪЛГАРСКА КИНЕМАТОГРАФИЯ Студия за игрални филми „БОЯНА“ Творчески колектив „СЪВРЕМЕННИК“ |

## Награди
- Награда за сценарий, Награда за мъжка роля на Тодор Колев и Награда за костюми, Варна, 1980
- Награда на СБФД за дебют на Николай Волев, 1980